# Altensteig

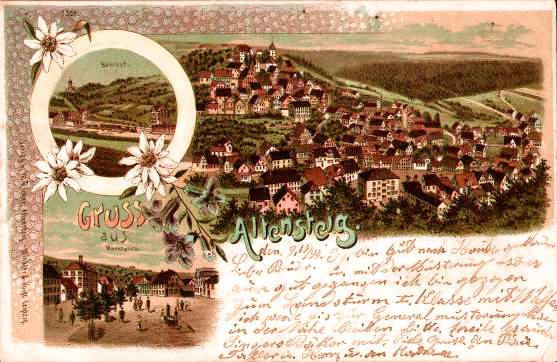
Altensteig te 1900

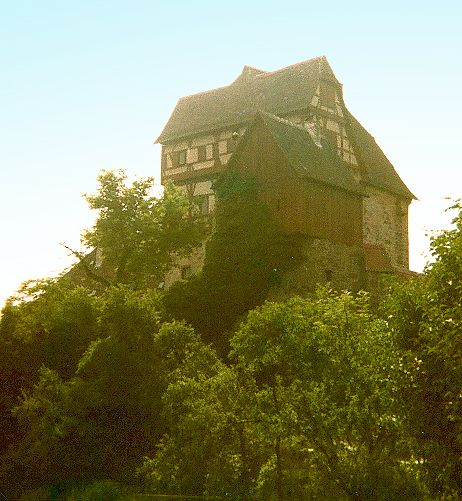
Slot van Altensteig

Altensteig is een plaats in de Duitse deelstaat Baden-Württemberg, gelegen in het Landkreis Calw en is tevens portaalgemeente van het Natuurpark Zwarte Woud midden/noord. De stad telt 10.781 inwoners.

## Geografie
Altensteig ligt aan de bovenloop van de Nagold, een zijrivier van de Enz en aan de oostflank van de Noordelijke Zwartewoudrug. Het ligt op 49 km van Stuttgart en 33 km van Baden-Baden (hemelsbreed).

### Wijken
Altensteigdorf, Berneck, Garrweiler, Hornberg, Spielberg, Überberg, Walddorf met Monhardt en Wart.

### Wapen en vlag
In goud onder een liggende zwarte hertengewei op een hoge groene berg een rood bedekte zilveren burcht, waar een gouden weg heenvoert.
De stadskleuren van Altensteig zijn geel-groen.

## Economie

### Verkeer
- De Altensteigerle was een 15,1 km lang smalspoor (spoorwijdte 1000 mm) van Nagold naar Altensteig, welke in 1891 geopend en in 1967 opgeheven werd.

## Stadsverbintenissen
- Butte, Montana, USA
- Bourg-St.-Maurice, Savoye, Frankrijk

Altensteig ·
Althengstett ·
Bad Herrenalb ·
Bad Liebenzell ·
Bad Teinach-Zavelstein ·
Bad Wildbad ·
Calw ·
Dobel ·
Ebhausen ·
Egenhausen ·
Enzklösterle ·
Gechingen ·
Haiterbach ·
Höfen an der Enz ·
Nagold ·
Neubulach ·
Neuweiler ·
Oberreichenbach ·
Ostelsheim ·
Rohrdorf ·
Schömberg ·
Simmersfeld ·
Simmozheim ·
Unterreichenbach ·
Wildberg